# یوکاری شاهین‌لر (آرهاوی)
یوکاری شاهین‌لر (به ترکی استانبولی: Yukarışahinler) یک منطقهٔ مسکونی در ترکیه است که در Arhavi واقع شده‌است. یوکاری شاهین‌لر ۱۵۱ نفر جمعیت دارد و ۷۳۶ متر بالاتر از سطح دریا واقع شده‌است.